# Sam Neua
Sam Neua, às vezes transcrito como Xam Neua ou Samneua, (literalmente "pântano do norte") é a capital da província de Houaphanh, no Laos, localizada no nordeste do país.A população da cidade em 2002 era de 46 800 habitantes. Sam Neua é uma das menos visitadas, por turistas ocidentais, das capitais provinciais do país.

## Demografia

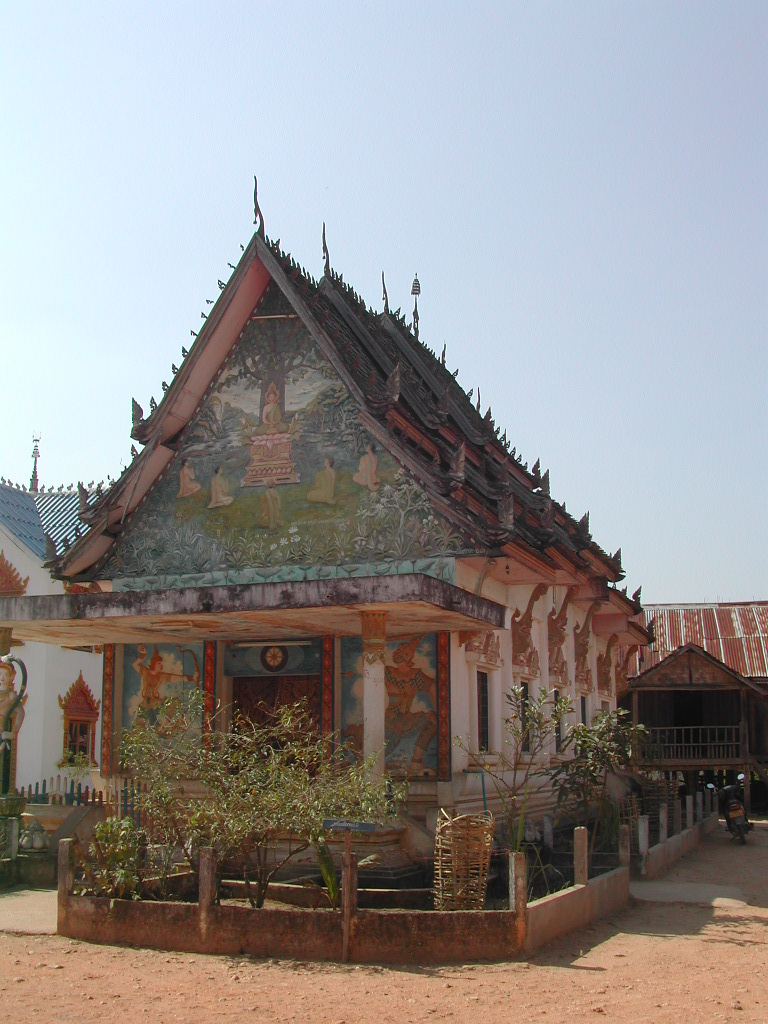
Wat Pho Xai

Os moradores são na sua maioria do Laos, Vietnã e Hmong, juntamente com alguns Dam Tai, Tai Tai Daeng e Lu. A língua predominante é o Lao com minorias de vietnamitas e Hmong. O francês ainda é falado por uma minoria de pessoas como um legado da era colonial francesa.

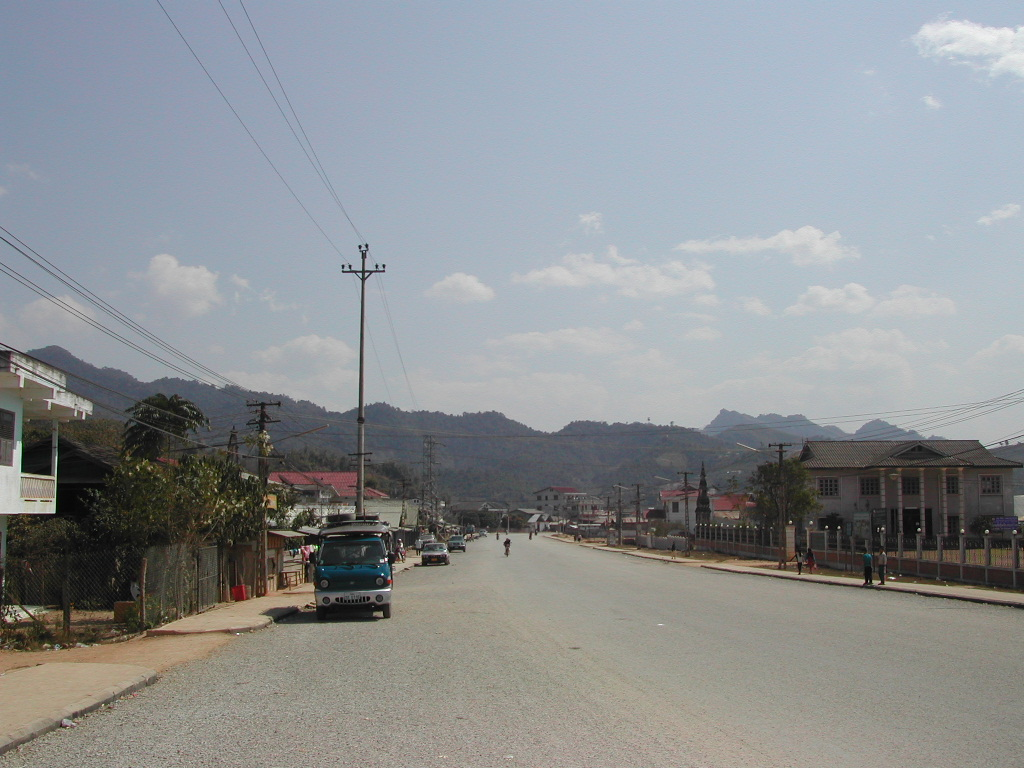
Principal rua da cidade

## Turismo
Existem várias guesthouses localizadas em Sam Neua. Há voos de Vientiane para Sam Neua e o aeroporto dista 3 km da cidade.